# ADO Den Haag in het seizoen 2025/26 (vrouwen)
Het seizoen 2024/25 is het 19e jaar in het bestaan van de Haagse vrouwenvoetbalclub ADO Den Haag. De club komt uit in de Eredivisie en neemt ook deel aan het toernooi om de KNVB Beker.

## Selectie en technische staf

### Selectie
| Nr.             | Nat.               | Naam                   | Competitie  | Competitie  | Beker       | Beker       | Totaal      | Totaal      | Seizoen bij ADO Den Haag | Vorige club     | Contract          |
| Nr.             | Nat.               | Naam                   | W           | Goal        | W           | Goal        | W           | Goal        | Seizoen bij ADO Den Haag | Vorige club     | Contract          |
| Doelvrouwen     | Doelvrouwen        | Doelvrouwen            | Doelvrouwen | Doelvrouwen | Doelvrouwen | Doelvrouwen | Doelvrouwen | Doelvrouwen | Doelvrouwen              | Doelvrouwen     | Doelvrouwen       |
| --------------- | ------------------ | ---------------------- | ----------- | ----------- | ----------- | ----------- | ----------- | ----------- | ------------------------ | --------------- | ----------------- |
| 1               | Vlag van Nederland | Barbara Lorsheijd      | 0           | 0           | 0           | 0           | 0           | 0           | 16e                      | FC Twente       | 30 juni 2025      |
| Verdedigsters   |                    |                        |             |             |             |             |             |             |                          |                 |                   |
| 2               | Vlag van Nederland | Bo Vonk                | 0           | 0           | 0           | 0           | 0           | 0           | 9e                       | Jeugd           | 30 juni 2026      |
| 4               | Vlag van Nederland | Cato Pijnacker Hordijk | 0           | 0           | 0           | 0           | 0           | 0           | 7e                       | Jeugd           | 30 juni 2026      |
| 6               | Vlag van Nederland | Pleun Raaijmakers      | 0           | 0           | 0           | 0           | 0           | 0           | 7e                       | PSV             | 30 juni 2025      |
| 15              | Vlag van Nederland | Jill van den Ende      | 0           | 0           | 0           | 0           | 0           | 0           | 4e                       | Jeugd           | 30 juni 2025      |
| 20              | Vlag van Nederland | Jet van Mierlo         | 0           | 0           | 0           | 0           | 0           | 0           | 2e                       | Jeugd           | 30 juni 2026      |
| ?               | Vlag van Nederland | Robin Blom             | 0           | 0           | 0           | 0           | 0           | 0           | 1e                       | AZ              | 30 juni 2027      |
| ?               | Vlag van Nederland | Senna Koeleman         | 0           | 0           | 0           | 0           | 0           | 0           | 1e                       | RSC Anderlecht  | 30 juni 2026      |
| Middenveldsters |                    |                        |             |             |             |             |             |             |                          |                 |                   |
| 23              | Vlag van Nederland | Quinty Dupon           | 0           | 0           | 0           | 0           | 0           | 0           | 4e                       | Jeugd           | 30 juni 2026      |
| ?               | Vlag van Nederland | Ziva Henry             | 0           | 0           | 0           | 0           | 0           | 0           | 1e                       | Jeugd           | 30 juni 2026      |
| Aanvalsters     |                    |                        |             |             |             |             |             |             |                          |                 |                   |
| 11              | Vlag van Nederland | Gina Viehoff           | 0           | 0           | 0           | 0           | 0           | 0           | 4e                       | Jeugd           | 30 juni 2026      |
| 11              | Vlag van Aruba     | Vanessa Susanna        | 0           | 0           | 0           | 0           | 0           | 0           | 5e                       | KAA Gent        | Contractloos      |
| 14              | Vlag van Nederland | Iris Remmers           | 0           | 0           | 0           | 0           | 0           | 0           | 3e                       | Jeugd           | 30 juni 2026      |
| 19              | Vlag van Nederland | Victoria Boerboom      | 0           | 0           | 0           | 0           | 0           | 0           | 2e                       | Jeugd           | Contractloos      |
| 24              | Vlag van Nederland | Anne van Egmond        | 0           | 0           | 0           | 0           | 0           | 0           | 3e                       | Jeugd           | Contractloos      |
| 35              | Vlag van Nederland | Floortje Bol           | 0           | 0           | 0           | 0           | 0           | 0           | 2e                       | Jeugd           | 30 juni 2026 (+1) |
| 39              | Vlag van Polen     | Wiktoria Kuprowska     | 0           | 0           | 0           | 0           | 0           | 0           | 2e                       | Jeugd           | Contractloos      |
| ?               | Vlag van Nederland | Femke Prins            | 0           | 0           | 0           | 0           | 0           | 0           | 1e                       | Fortuna Sittard | 30 juni 2027      |
| Nr.             | Nat.               | Naam                   | W           | Goal        | W           | Goal        | W           | Goal        | Seizoen bij ADO Den Haag | Vorige club     | Contract          |
| Nr.             | Nat.               | Naam                   | Competitie  | Competitie  | Beker       | Beker       | Totaal      | Totaal      | Seizoen bij ADO Den Haag | Vorige club     | Contract          |

### Legenda
| # | Reden                                          |
| - | ---------------------------------------------- |
|   | Heeft de club in het lopende seizoen verlaten. |

### Technische staf
| Naam             | Functie           |
| ---------------- | ----------------- |
| Marten Glotzbach | Hoofdtrainer      |
| Sandra van Tol   | Assistent-trainer |

## Transfers

### Zomer

#### Aangetrokken 2025/26
| Nat.               | Naam           | Van             | Contract     | Bijzonderheden |
| ------------------ | -------------- | --------------- | ------------ | -------------- |
| Vlag van Nederland | Robin Blom     | AZ              | 30 juni 2027 |                |
| Vlag van Nederland | Ziva Henry     | Feyenoord       | 30 juni 2026 |                |
| Vlag van Nederland | Senna Koeleman | RSC Anderlecht  | 30 juni 2026 |                |
| Vlag van Nederland | Femke Prins    | Fortuna Sittard | 30 juni 2027 |                |

#### Vertrokken 2025/26
| Nat.               | Naam                 | Naar                | Bijzonderheden |
| ------------------ | -------------------- | ------------------- | -------------- |
| Vlag van Nederland | June Burgers         | Excelsior           |                |
| Vlag van Nederland | Lauren Glotzbach     |                     | Gestopt        |
| Vlag van Nederland | Isa Grimmius         | Excelsior           |                |
| Vlag van Nederland | Kayra Nelemans       | Club YLA            |                |
| Vlag van Nederland | Daniëlle Noordermeer | Ajax                |                |
| Vlag van Nederland | Louise van Oosten    | Ajax                |                |
| Vlag van Nederland | Manon van Raay       | Oud-Heverlee Leuven |                |

### Jeugdopleiding

#### Aangetrokken 2025/26
| Nat. | Naam | Contract | Bijzonderheden |
| ---- | ---- | -------- | -------------- |
|      |      |          |                |

#### Vertrokken 2025/26
| Nat.               | Naam                 | Naar             | Bijzonderheden |
| ------------------ | -------------------- | ---------------- | -------------- |
| Vlag van Nederland | Dailindy Duyvesteijn | FC Banik Ostrava |                |

### Winter

#### Aangetrokken 2025/26
| Nat. | Naam | Van | Bijzonderheden |
| ---- | ---- | --- | -------------- |
|      |      |     |                |

#### Vertrokken 2025/26
| Nat. | Naam | Naar | Bijzonderheden |
| ---- | ---- | ---- | -------------- |
|      |      |      |                |

## Wedstrijdstatistieken

### Oefenwedstrijden
| Oefenwedstrijd 1                                                                | ADO Den Haag    | 1 – 5 (0 – 3)    | AZ           | Opstelling ADO Den Haag |
| 8 augustus 2025 Aanvangstijd: 16.00 uur Plaats: nnb.                            | Ziva Henry pen' | Wedstrijdverslag | Onbekend     | Onbekend |
| Oefenwedstrijd 2                                                                | ADO Den Haag    | 0 – 1 (0 – 0)    | Club YLA     | Opstelling ADO Den Haag |
| 15 augustus 2025 Aanvangstijd: 12.00 uur Plaats: Soesterberg Sportpark Kerklaan |                 | Wedstrijdverslag | Onbekend     | Lorsheijd, Vonk, Van Mierlo, Pijnacker Hordijk, Blom, Dupon, Henry, Bousatta, Van Egmond, Prins, Viehoff Wisselspeelsters: Buijs, Kuprowska, Windhorst, De Zeeuw, Van Schaik, Piay, Koeleman, Vroegindewij |
| Oefenwedstrijd 3                                                                | sc Heerenveen   | 0 – 3 (0 – 1)    | ADO Den Haag | Opstelling ADO Den Haag |
| 15 augustus 2025 Aanvangstijd: 15.40 uur Plaats: Soesterberg Sportpark Kerklaan |                 | Wedstrijdverslag | Floortj Bol  | Buijs, Vonk, Van Mierlo, Koeleman, Blom, Dupon, Henry, Mulder, Van Egmond, Bol, Viehoff Wisselspeelsters: Lorsheijd, Kuprowska, Windhorst, De Zeeuw, Van Schaik, Piay, Pijnacker Hordijk, Vroegindewij     |

### Eredivisie
|       | Ajax | AZ | Excelsior | Feyenoord | sc Heerenveen | Hera United / Telstar | NAC Breda | PEC Zwolle | PSV | FC Twente | FC Utrecht |
| ----- | ---- | -- | --------- | --------- | ------------- | --------------------- | --------- | ---------- | --- | --------- | ---------- |
| Thuis | –    | –  | –         | –         | –             | –                     | –         | –          | –   | –         | –          |
| Uit   | –    | –  | –         | –         | –             | –                     | –         | –          | –   | –         | –          |

| Speelronde 1                                                                              | Ajax          | – ( – )          | ADO Den Haag  | Opstelling ADO Den Haag |
| 6 september 2025 Aanvangstijd: 14.00 uur Plaats: Amsterdam Sportpark De Toekomst          |               | Wedstrijdverslag |               |                         |
| Speelronde 2                                                                              | ADO Den Haag' | – ( – )          | sc Heerenveen | Opstelling ADO Den Haag |
| 21 september 2025 Aanvangstijd: 16.45 uur Plaats: Den Haag Bingoal Stadion                |               | Wedstrijdverslag |               |                         |
| Speelronde 3                                                                              | Feyenoord     | – ( – )          | ADO Den Haag  | Opstelling ADO Den Haag |
| 28 september 2025 Aanvangstijd: 16.45 uur Plaats: Rotterdam Sportcomplex Varkenoord       |               | Wedstrijdverslag |               |                         |
| Speelronde 4                                                                              | ADO Den Haag' | – ( – )          | AZ            | Opstelling ADO Den Haag |
| 5 oktober 2025 Aanvangstijd: 16.45 uur Plaats: Den Haag Bingoal Stadion                   |               | Wedstrijdverslag |               |                         |
| Speelronde 5                                                                              | PEC Zwolle    | – ( – )          | ADO Den Haag  | Opstelling ADO Den Haag |
| 12 oktober 2025 Aanvangstijd: 12.15 uur Plaats: Heerenveen Sportpark Skoatterwald         |               | Wedstrijdverslag |               |                         |
| Speelronde 6                                                                              | ADO Den Haag  | – ( – )          | FC Twente'    | Opstelling ADO Den Haag |
| 2 november 2025 Aanvangstijd: 16.45 uur Plaats: Den Haag Bingoal Stadion                  |               | Wedstrijdverslag |               |                         |
| Speelronde 7                                                                              | ADO Den Haag  | – ( – )          | Telstar'      | Opstelling ADO Den Haag |
| 16 november 2025 Aanvangstijd: 12.15 uur Plaats: Den Haag Bingoal Stadion                 |               | Wedstrijdverslag |               |                         |
| Speelronde 8                                                                              | FC Utrecht    | – ( – )          | ADO Den Haag  | Opstelling ADO Den Haag |
| 23 november 2025 Aanvangstijd: 16.45 uur Plaats: Utrecht Sportcomplex Zoudenbalch         |               | Wedstrijdverslag |               |                         |
| Speelronde 9                                                                              | ADO Den Haag  | – ( – )          | PSV           | Opstelling ADO Den Haag |
| 6 december 2025 Aanvangstijd: 14.00 uur Plaats: Den Haag Bingoal Stadion                  |               | Wedstrijdverslag |               |                         |
| Speelronde 10                                                                             | Excelsior     | – ( – )          | ADO Den Haag  | Opstelling ADO Den Haag |
| 21 december 2025 Aanvangstijd: 16.45 uur Plaats: Rotterdam Stadion Woudestein             |               | Wedstrijdverslag |               |                         |
| Speelronde 11                                                                             | NAC Breda     | – ( – )          | ADO Den Haag  | Opstelling ADO Den Haag |
| 17-18 januari 2026 Aanvangstijd: n.t.b. Plaats: Breda Sportpark Heksenwiel                |               | Wedstrijdverslag |               |                         |
| Speelronde 12                                                                             | ADO Den Haag' | – ( – )          | Ajax          | Opstelling ADO Den Haag |
| 24-25 januari 2026 Aanvangstijd: n.t.b. Plaats: Den Haag Bingoal Stadion                  |               | Wedstrijdverslag |               |                         |
| Speelronde 13                                                                             | sc Heerenveen | – ( – )          | ADO Den Haag  | Opstelling ADO Den Haag |
| 31 januari-1 februari 2026 Aanvangstijd: n.t.b. Plaats: Heerenveen Sportpark Skoatterwald |               | Wedstrijdverslag |               |                         |
| Speelronde 14                                                                             | ADO Den Haag  | – ( – )          | Feyenoord     | Opstelling ADO Den Haag |
| 14-15 februari 2026 Aanvangstijd: n.t.b. Plaats: Den Haag Bingoal Stadion                 |               | Wedstrijdverslag |               |                         |
| Speelronde 15                                                                             | ADO Den Haag  | – ( – )          | FC Utrecht    | Opstelling Telstar      |
| 21-22 februari 2026 Aanvangstijd: n.t.b. Plaats: Den Haag Bingoal Stadion                 |               | Wedstrijdverslag |               |                         |
| Speelronde 16                                                                             | Telstar       | – ( – )          | ADO Den Haag  | Opstelling ADO Den Haag |
| 14-15 maart 2026 Aanvangstijd: n.t.b. Plaats: Velsen-Zuid 711 Stadion                     |               | Wedstrijdverslag |               |                         |
| Speelronde 17                                                                             | ADO Den Haag  | – ( – )          | Excelsior     | Opstelling ADO Den Haag |
| 28-29 maart 2025 Aanvangstijd: n.t.b. Plaats: Den Haag Bingoal Stadion                    |               | Wedstrijdverslag |               |                         |
| Speelronde 18                                                                             | FC Twente     | – ( – )          | ADO Den Haag  | Opstelling ADO Den Haag |
| 4-5 april 2026 Aanvangstijd: n.t.b. Plaats: Enschede Cvv Sparta Enschede                  |               | Wedstrijdverslag |               |                         |
| Speelronde 19                                                                             | AZ            | – ( – )          | ADO Den Haag  | Opstelling ADO Den Haag |
| 25-26 april 2025 Aanvangstijd: n.t.b. Plaats: Wijdewormer AFAS Trainingscomplex           |               | Wedstrijdverslag |               |                         |
| Speelronde 20                                                                             | ADO Den Haag  | – ( – )          | NAC Breda     | Opstelling ADO Den Haag |
| 2-3 mei 2025 Aanvangstijd: n.t.b. Plaats: Den Haag Bingoal Stadion                        |               | Wedstrijdverslag |               |                         |
| Speelronde 21                                                                             | PSV'          | – ( – )          | ADO Den Haag  | Opstelling ADO Den Haag |
| 8 mei 2025 Aanvangstijd: 20.00 uur Plaats: Eindhoven PSV Campus De Herdgang               |               | Wedstrijdverslag |               |                         |
| Speelronde 22                                                                             | ADO Den Haag  | – ( – )          | PEC Zwolle    | Opstelling ADO Den Haag |
| 22 mei 2025 Aanvangstijd: 20.00 uur Plaats: Den Haag Bingoal Stadion                      |               | Wedstrijdverslag |               |                         |

## Statistieken ADO Den Haag 2025/2026

### Tussenstand ADO Den Haag in de Nederlandse Eredivisie Vrouwen 2025 / 2026
| Stand | Gespeeld | Gewonnen | Gelijk | Verloren | Punten | Doelpunten voor | Doelpunten tegen | Gele kaarten | Rode kaarten |
| ----- | -------- | -------- | ------ | -------- | ------ | --------------- | ---------------- | ------------ | ------------ |
|       |          |          |        |          |        |                 |                  |              |              |

### Topscorers
| #              | Naam   | Goal |
| -------------- | ------ | ---- |
| 1.             |        | 0    |
| Eigen doelpunt |        |      |
| 1.             |        | 0    |
| Totaal         | Totaal | 0    |

| #      | Naam   | Goal |
| ------ | ------ | ---- |
| 1.     |        | 0    |
| Totaal | Totaal | 0    |

| #      | Naam         | Goal |
| ------ | ------------ | ---- |
| 1.     | Floortje Bol | 3    |
| 2.     | Ziva Henry   | 1    |
| Totaal | Totaal       | 4    |

### Kaarten
| #      | Naam   | Kreeg geel |
| ------ | ------ | ---------- |
| 1.     |        | 0          |
| 1.     |        | 0          |
| Totaal | Totaal | 0          |

| #      | Naam   | Kreeg voor de tweede keer geel en dus rood |
| ------ | ------ | ------------------------------------------ |
| –      |        | 0                                          |
| Totaal | Totaal | 0                                          |

| #      | Naam   | Weggestuurd |
| ------ | ------ | ----------- |
| 1.     |        | 0           |
| Totaal | Totaal | 0           |

## Voetnoten
ADO Den Haag · 
Ajax · 
AZ · 
Excelsior Rotterdam · 
Feyenoord · 
sc Heerenveen · 
NAC Breda · 
PEC Zwolle · 
PSV · 
Telstar · 
FC Twente · 
FC Utrecht